# Sylvain Matrisciano
Sylvain Matrisciano est un footballeur français reconverti en entraîneur, né le 6 juillet 1963 à Besançon (Doubs). Il est actuellement directeur du centre de formation du [FCSM].

## Biographie
De taille moyenne (1,76 m pour 75 kg), ce gardien de but débute à Besançon, puis est recruté par Nancy après le dépôt de bilan du club franc-comtois en 1986. Il est le gardien titulaire du club lorrain pendant six ans : il joue ainsi 209 matches de championnat (107 en Division 1 et 102 en division 2). 
Puis il rejoint Valenciennes. La carrière du joueur est alors interrompue par une grave blessure en 1992. 
Il effectue ensuite une carrière d'entraîneur. Il s'occupe d'abord des gardiens valenciennois, puis après un passage à l'INSEP, il retourne dans son club d'origine, Besançon où il est directeur sportif et entraîneur adjoint. Puis, il est responsable de l'équipe première à partir de 1997, pour quatre saisons. 
Il entraîne ensuite Lusitanos-Saint-Maur, Brest et Louhans-Cuiseaux, avant de revenir en 2004 à Besançon, où il occupe jusqu'en 2006 les fonctions de directeur sportif.
Ensuite, il est à la DTN sur la région Franche–Comté où il s’occupe des jeunes.
En 2014, il rejoint les Girondins de Bordeaux comme adjoint de Willy Sagnol, le nouvel entraîneur.

## Palmarès
- International espoir français
- Champion de France D2 en 1990 avec l'AS Nancy-Lorraine